# Troy (Toverland)
Troy (deutsch: Troja) ist eine Holzachterbahn im Freizeitpark Toverland (Sevenum, Limburg, Niederlande).
Die Bahn wurde von der US-amerikanischen Firma Great Coasters International Inc. entworfen und gebaut. Sie war nach Thunderbird in Finnland erst die zweite Anlage dieser Firma in Europa und die elfte weltweit.
Mit ihren 33,5 Metern Höhe und 1077 Metern Streckenlänge, ist die Anlage derzeit die größte Holzachterbahn im Benelux-Raum. Die Bahn wurde nach einer Bauzeit von rund acht Monaten offiziell am 1. Juli 2007 eröffnet. Am 29. Juni 2007 fand aber bereits eine Voraböffnung für die Presse und geladene Achterbahnfanclubs statt.
Nachdem der Lifthill etwa 20 Meter hoch aufgebaut war, wurde am 5. März 2007 die halbfertige, noch instabile, Holzkonstruktion durch plötzlich auftretende Windböen umgeworfen. Es kamen keine Personen zu Schaden, auch die Eröffnung musste nur um eine Woche verschoben werden.
Die Achterbahn ist im Stil eines „Twisters“ gebaut, das heißt, es dominieren viele, sich abwechselnde Kurven. Trotz der Ausrichtung auf schnelle Richtungswechsel, bietet die Bahn an vielen Stellen auch Airtime durch Gefälle und Hügel. Die Fahrt findet permanent mit relativ hoher Geschwindigkeit statt.
Auf den Lifthill werden die beiden acht Tonnen schweren Züge mit je zwölf Wagen für insgesamt 24 Personen mit einem Kettenlift transportiert. Als Schlussbremsen kommen Wirbelstrombremsen zum Einsatz, während als Blockbremsen und in der Station Klotzbremsen verwendet werden. Die Strecke ist überall leicht geneigt. So kommt Troy vollständig ohne Reibradantrieb aus und wird, wie bei klassischen Holzachterbahnen üblich, ab dem Scheitelpunkt des Lifthills nur mit Schwerkraft und den Bremsen betrieben.
Troy ist die zweite große Erweiterung nach der Eröffnung des Toverland. Für den Bau wurden nach Angaben des Toverland 6,5 Millionen Euro investiert. Die gesamte Bahn steht auf einer Betonsohle, für die 3500 m³ Beton vergossen wurden. Für die Holzkonstruktion wurden 2500 m³ Holz verbaut, die von 90.000 Bolzenverbindungen und einem ganzen Seecontainer Nägeln zusammengehalten werden. Auf der Baustelle waren bis zu 50 Personen beschäftigt. Zum Betrieb der Bahn werden zwei Personen für die technische Unterhaltung und zwei für die Bedienung benötigt. Der Bereich um die Achterbahn ist passend im „trojanischen“ Stil gestaltet. So gibt es zum Beispiel ein großes „Trojanisches Pferd“.

## Fotos

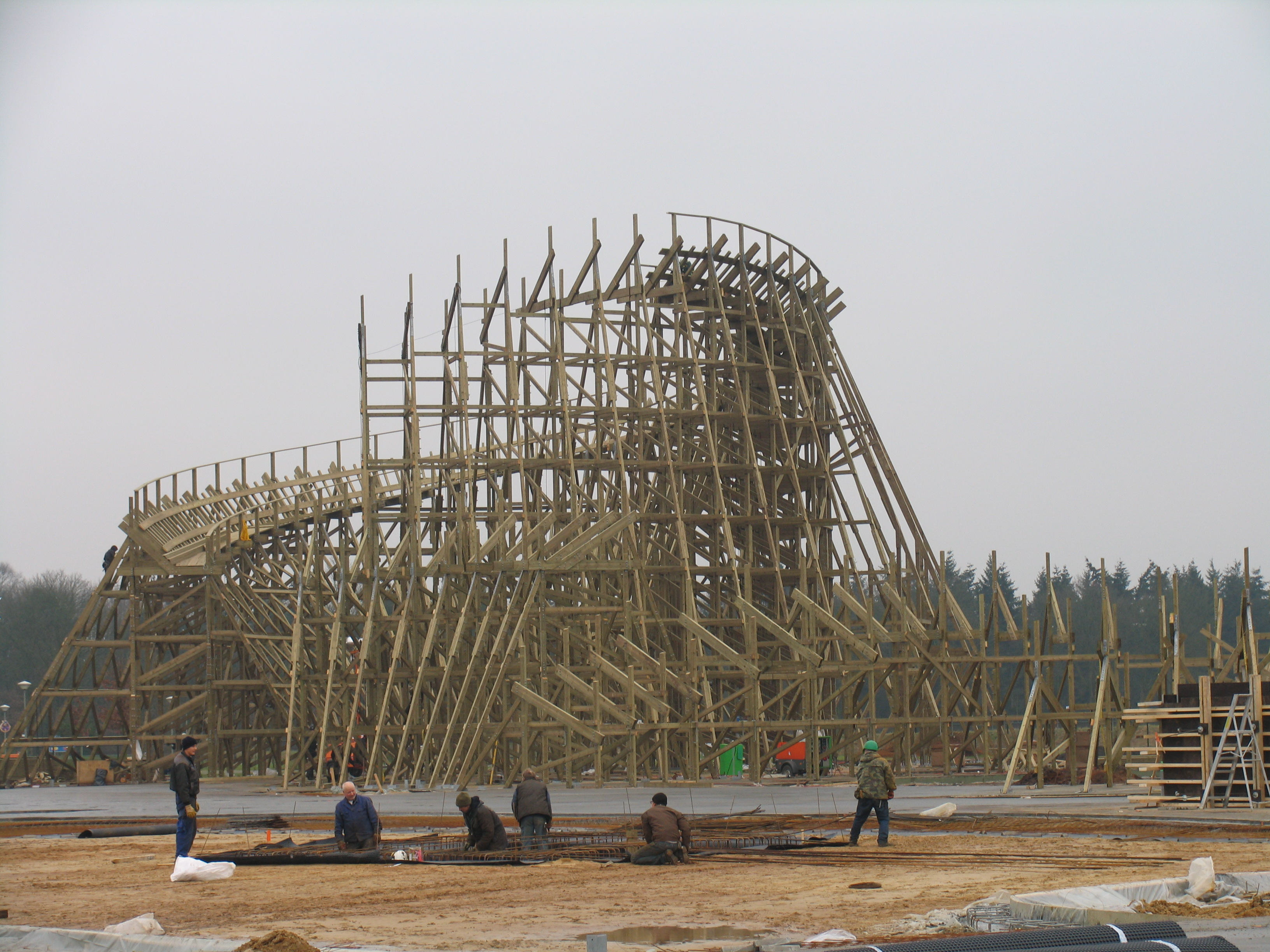
Baustelle, teilweise fertiggestellte Helix
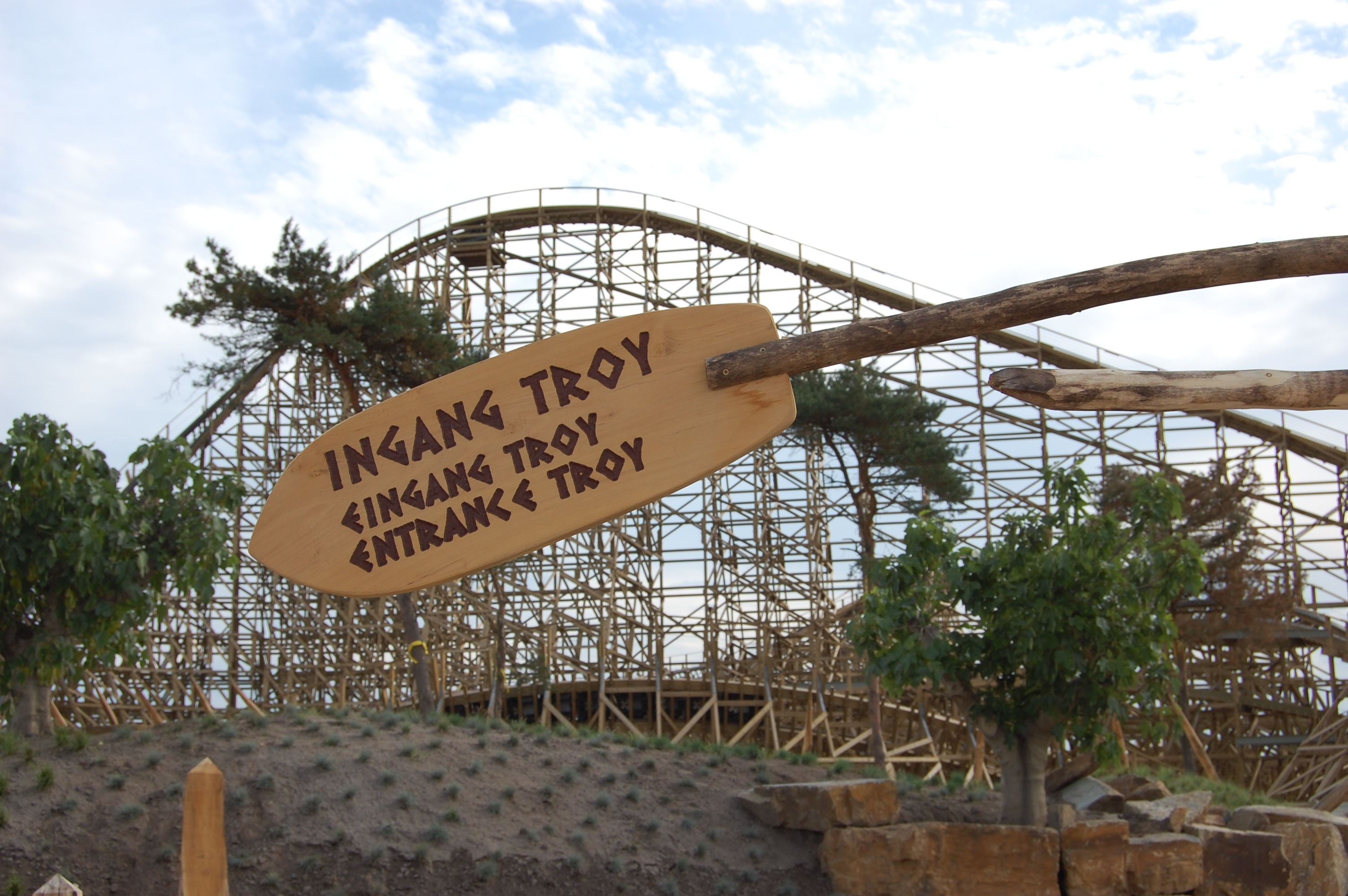
Beschriftung des Eingangs, im Hintergrund der Lifthill
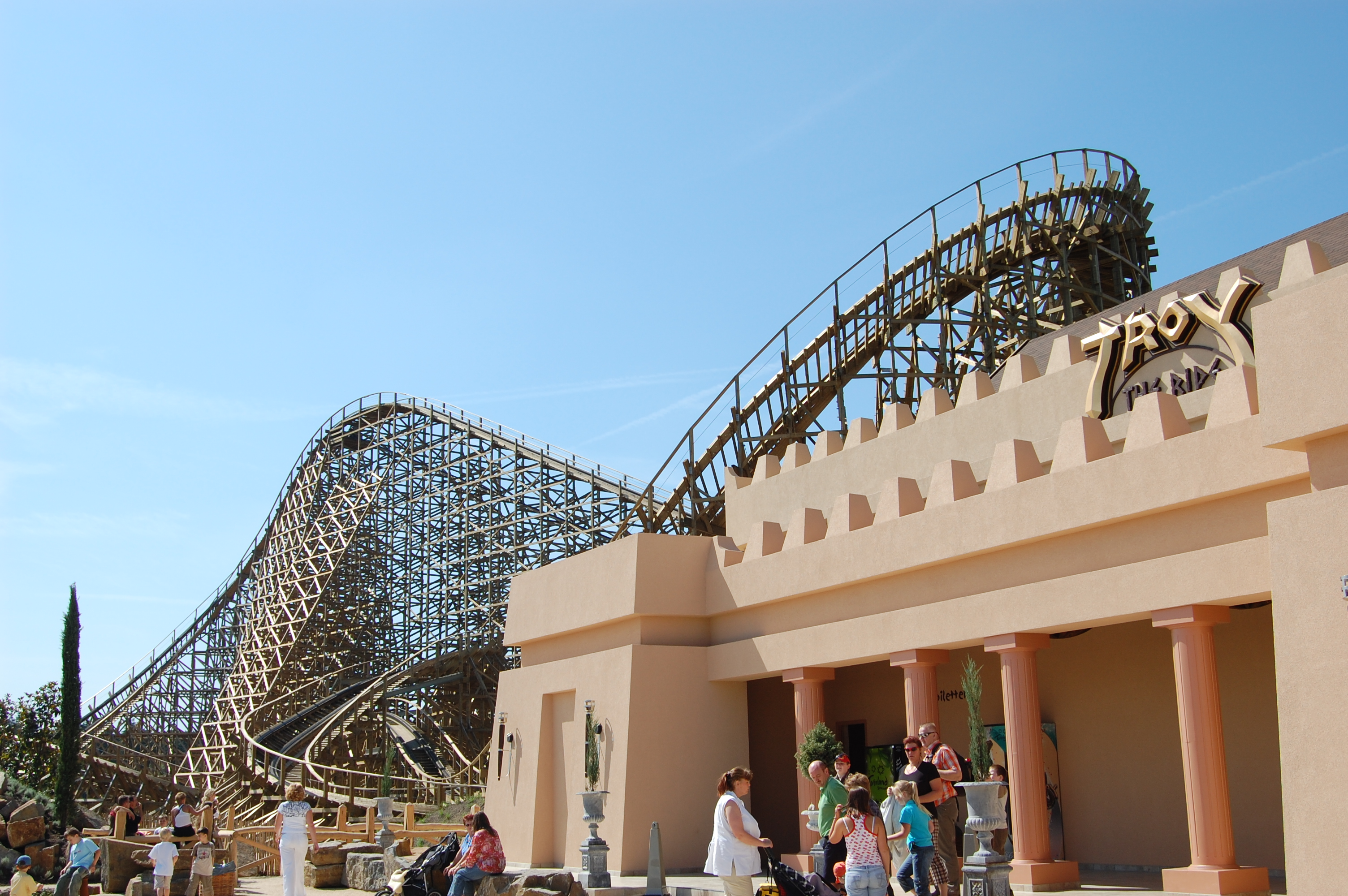
Das Stationsgebäude von außen
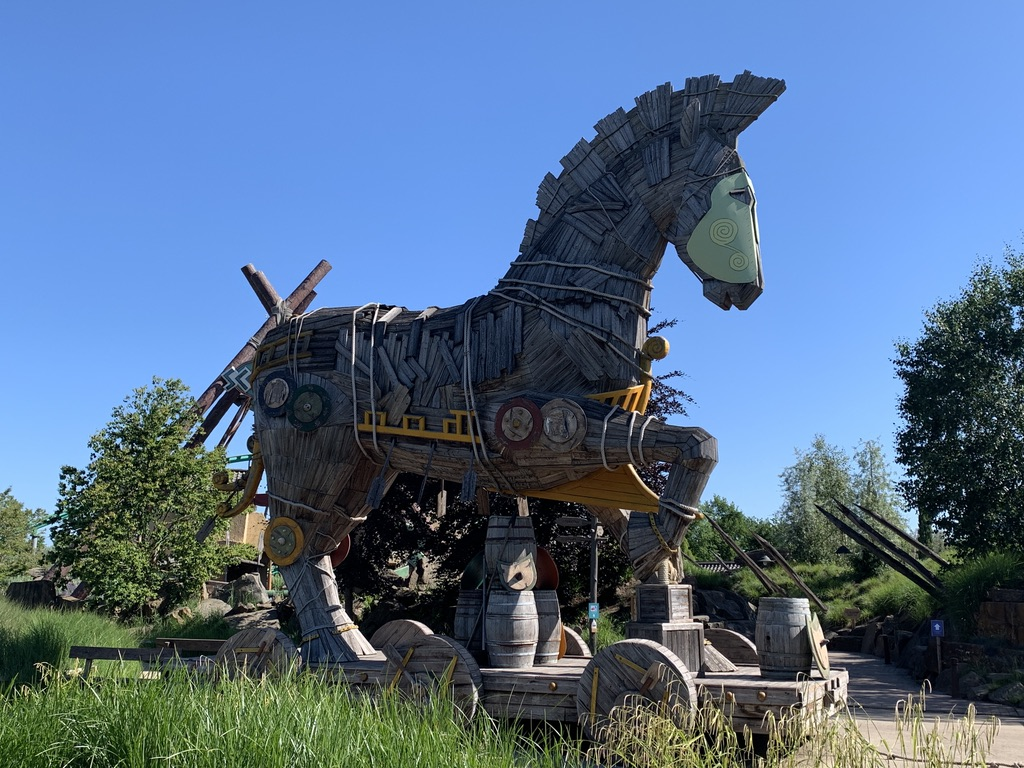
Nachbildung des trojanischen Pferdes zur Thematisierung